# دونالد روسون
دونالد روسون (بالإنجليزية: Donald Rawson)‏ هو مؤرخ أمريكي، ولد في 22 أغسطس 1925، وتوفي في 10 أكتوبر 2014 في الإسكندرية في الولايات المتحدة.